# Shanghai Port F.C.
Shanghai Port Football Club, tidligere Shanghai SIPG, er en kinesisk fodboldklub fra Shanghai. Klubben spiller på nuværende tidspunkt i Chinese Super League, den bedst række i Kina. De spiller deres hjemmebanekampe på Shanghai Stadion.

## Historie
Klubben blev grundlagt i 2005 under navnet Shanghai East Asia F.C. af den tidligere kinesiske landsholdsspiller Xu Genbao som havde drevet et ungdomsakademi i Shanghai siden 2000. Klubben arbejdede over de næste år sig op igennem rækkerne i kinesisk fodbold, og rykkede i 2012 for første gang op i Chinese Super League.
Klubben havde siden 2013 været sponsoreret af Shanghai International Port, og ved 2015 sæsonen opkøbte de klubben og omdøbte den her til Shanghai SIPG. Dette medførte store investeringer i spillertruppen, og i 2018 lykkedes det at vinde deres første mesterskab. Klubben blev i 2021 igen omdøbt, denne gang til det nuværende Shanghai Port F.C.

## Titler

### Liga
- Chinese Super League: 3 (2018, 2023, 2024)
- China League One: 1 (2012)
- China League Two: 1 (2007)

### Pokaltuneringer
- Kinas FA Cup: 2 (2017, 2021)
- Kinas Super Cup: 1 (2021)

## Kendte spillere
- Oscar
- Hulk
- Marko Arnautović